# Anton Pfarrer
Anton Pfarrer (* 1. Juni 1867 in Grünbach am Schneeberg; † 4. November 1951) war ein österreichischer Politiker (CSP) und Landwirt. Pfarrer war von 1919 bis 1938 Abgeordneter zum Landtag von Niederösterreich.
Anton Pfarrer besuchte nach der Volksschule eine Ackerbauschule und war in der Folge als Landwirt in Grünbach am Schneeberg tätig. Zudem engagierte sich Pfarrer als Gemeinderat in Grünbach am Schneeberg und hatte zwischen 1935 und 1938 das Amt des Bürgermeisters inne. Zudem war Pfarrer Mitglied des Bezirksschulrates und des Bezirksstraßenausschusses und 1919 Mitglied des Landeskulturrates. Pfarrer gehörte ab dem 20. Mai 1919 dem Landtag von Niederösterreich an, wobei er im Zuge der Loslösung Wiens von Niederösterreich vom 10. November 1920 bis zum 11. Mai 1921 der Kurie Niederösterreich Land angehörte. Pfarrer schied am 21. Mai 1932 aus dem Landtag aus. 